# ダルシム
ダルシム（英語: Dhalsim; ヒンディー語: धल्सिम）は、カプコンが開発・販売している対戦型格闘ゲーム『ストリートファイター』シリーズに登場する架空の人物。

## キャラクターの設定
インド出身の僧侶で、ヨーガ（ヨガ）の達人。首には髑髏の首飾りをぶら下げている。寡黙で心優しい聖者で、自身の技を戦いの道具として使うことに迷いを感じながらも、自分を必要とする家族や村人たちのために戦う。『ストリートファイターII』（以降『ストII』と表記）シリーズに登場したキャラクターの中では、年齢不詳とされるベガや豪鬼を除くと最年長（『ストII』の世界格闘大会開催当時、約40歳）。『ストリートファイターV』（以後『ストV』と表記）ではターバンを巻き、白髭を生やした姿になっている。
厳しい修行と信仰心によって火神アグニの力を借りた炎を操るほか、両肘や両膝の関節を自由に外して手足を伸ばすことが可能。これにより戦いでは遠距離からの攻撃を得意とし、非戦闘時にも川で溺れた人の救助などに活用する（『スーパーストリートファイターIIX』〈以後『IIX』と表記〉エンディング）。後の作品では空中浮遊や瞬間移動（テレポート）などの秘術も会得し、これらの技を駆使して相手を翻弄しながら戦う。
若くて美人の妻サリーと幼い息子ダッタがいるほか、ペットにゾウも飼っている。妻と共にヨーガの一環として「空腹を忘れる方法」を習得、托鉢のみで生活できるようになるが、そのような修行のできない息子が生まれたことで状況が一変。ヨーガは人を傷つける技術ではないと知りながらも、生活費を得るためにストリートファイトをしている。時間軸が『ストII』以前となる『ストリートファイターZERO2』（以後『ZERO2』と表記）では、村を襲った疫病の薬を手に入れるためにストリートファイトで金を稼いでいる。
『ストリートファイターIV』（以後『ストIV』と表記）においては、ある日、村の水源を謎の武装集団に占拠されてしまったことから物語が始まる。以前からダッタとクリスの手紙のやり取りから悪の組織シャドルーの復活を感じ取っていたダルシムは、水を取り戻すために再び旅に出る。
『ストV』では「一人で道を極めるのではなく、世のもの全てが調和することを目指す」とし、自身の力を地元の警察官たちに教えている。『ストリートファイターIII』シリーズに登場するオロを「仙術を極めた仙人」として尊敬している。
リュウが「頼みがある」と言い構えを取ると、すぐさま承諾して自身も構えを取ったり、殺意の波動を込めた拳をネカリへ振った際には、自身が受け止め殺意の波動に呑みこまれてはいけないと警告したり自分の力をありのままに受け入れることが大切だと教えるなど、リュウを導く重要な人物にもなっている。
また、ニューヨークのアレックスのもとへ行くと強盗と勘違いされるが、試合後には和解し、アレックスの未来を読み「迷ったら世界に目を向けろ」と助言する。
ドラマCD『ストリートファイターII -魔人の肖像-』では、初代『ストリートファイター』に登場する破戒僧の烈とは知人となっている。
『マーヴルスーパーヒーローズvsストリートファイター』では、エンディングでシュマゴラスと語り合う。メカ豪鬼を倒した後の会話では、相方にカレーを食べることを勧める。
『ストリートファイター X 鉄拳』（以下『ストクロ』と表記）では、行方不明となった村の子供を探すため、サガットに協力を依頼しタッグを組んでいる。タッグ名は「堅忍不抜タッグ」。
なお『ストII』には黒目があったが、『ストリートファイターII'』（以後『ダッシュ』と表記）以降は黒目が描かれなくなっている。
『ストII』開発時の名前は「インド」。ダルシムの名前はインド・パキスタン方面にいた実際の格闘家「ダルシーマ」から取られた。キャラクター性について、『ストII』の企画を手がけた西谷亮は「絵を描いた人がかなりのコミック好きなので、その影響を受けているのではないか」と語っている。あきまんによると、開発当初は『ジョジョの奇妙な冒険』のズームパンチのように少し長めに腕を伸ばす程度だったが、気が付けば手も足も伸びまくるようになっていたという。また、インドという国に対して「神秘の国」というイメージがあり、火を噴くのもワープするのも不思議ではないと語っている。

## 関連人物

### 家族
サリー
ダルシムの妻。ダルシムより約20歳年下の美しい女性。17歳の時に息子ダッタを出産。
ゲーム中ではダルシムのアーケードモードのエンディングなどに登場するほか、一部の作品ではダルシムのホームステージ（インド）の背景にも登場している（『ストリートファイターZERO』シリーズ〈『ZERO2』以降〉、『ストIV』シリーズ〈『スーパーストリートファイターIV』以降〉など）。その場合は画面奥で戦いを見守っており、夫の技がヒットすると拍手し、攻撃を受けると顔を背け、勝利すると喜び、敗北すると嘆くなどの様々なアクションを見せる。
ダルシムは彼女が作るマスール・ダールは、自身が住む州で最高のものと絶賛している。
ダッタ
ダルシムとサリーの間に誕生した息子。ガイルの娘クリスとはペンフレンド。
『ストII』シリーズのダルシムのエンディングで登場して以来、『ZERO2』や『X-MEN VS. STREET FIGHTER』、『SNK VS. CAPCOM SVC CHAOS』（以降『SVC CHAOS』と表記）などのダルシムのエンディングにたびたび登場した。
『ストV』ではインドステージの背景にサリーと共に登場している。
コダル
ペットのゾウ。親のゾウはシャドルー幹部マイク・バイソンに「必殺ゾウ殺し」で殺害されている。
ブラウザゲーム『ジャパンスモウカップ〜横綱VSストリートファイター〜』では、象でありながら出走馬としてダルシム騎乗でレースに参加している。
サリーとダッタもヨガに励んでいるが、ダルシムのような特別な能力はない。

### 世界7大ヨーガマスター
『ストV』のダルシムの個別ストーリーでは、ラシードからダルシムは「一度は会いたい世界7大ヨーガマスター」の一人として注目されている。ダルシム以外の以下の6人は『ストV』の公式サイト「シャドルー格闘家研究所」の「キャラ図鑑」で紹介されている。
ジャグジート
パンジャーブ在住のヨーガマスター。浮遊とテレポートを会得する。灰色の肌をした男性。
30年ほど前に若い頃のジャグジートが滞在していた村で大洪水が起こり、村人が窮地に立たされた際、村人50人を同時にヨガテレポートで救った伝説がある。
アミターブ
ウッタル・プラデーシュ在住のヨーガマスター。赤い髪を頭頂部で纏めて結んで眼鏡をかけた男性。
大自然と一体化することを得意とする。最長で5年間、沈黙瞑想状態を続けたことがある。
幅広い知識で人の人生の手助けなどをしている。質問や相談を受けても、その答えを出すために少なくとも1ヵ月間の瞑想に入ってしまうため、その間に大抵のことは解決されてしまう。
マハバリ・G
カルナータカ在住のヨーガマスター。赤い肌に白い丸模様のペイントを体全体に施した筋肉質で大柄な体格の男性。
元クリケット選手で、試合中に首を負傷し自暴自棄になっていた所、ヨーガをすすめられてのめり込んだ。ヨーガマスターとなって有名になってからは横柄な性格になった。
「G」は"Great"の略。
シーラ
アメリカ出身で、ニューヨーク在住のヨーガマスター。薄紫色の肌をした白いモヒカンヘアの女性。
元ダンサーで、インドでヨーガに出会ってからのめり込み、ヨーガマスターとなった。世界中にたくさんの弟子を持っていたり、自ら出演するヨーガ教本DVDが大ブームになったりとかなりの有名人。自家用飛行機を所有している。
Dr.グラブジャムン
体を自由自在に膨らませることができるヨーガマスター。緑色の肌をした肥満体格の巨漢。
外敵からの攻撃を一切受け付けなくなる「ヨガエクスパンション」の達人で、この状態で転がって相手を押し潰す「ヨガアイアンボール」という技も持つ。なお、グラブジャムンはもの凄く甘い菓子の名前。
マスターY
動物と意思疎通できるヨーガマスター。7人の中では最年少（身長・体重から推測によれば4歳程度）の少年。肌の色は紫色。
国境近くの森の奥深くでベンガルトラと一緒にいるところを発見された。言葉が話せずテレパシーで意思疎通をする。猛獣も彼の前ではおとなしくなる。

## ゲーム上の特徴
本シリーズ屈指のリーチタイプ。飛び道具技を持ち、上記の特性を活かした通常技のリーチが非常に長い。遠距離で立ち回る戦法を得意とし、接近戦にもち込まれても「ヨガテレポート」で対処可能という防御特化のキャラクター。移動速度が非常に遅く、ジャンプ時の滞空時間が長いのも特徴である。ダルシム最大の特徴である手足を伸ばした攻撃はリーチに優れるが食らい判定もあるため、相手の飛び道具や判定の強い攻撃を当てられるとダルシム自身がダメージを受けてしまう。
ザンギエフなど足が遅く接近戦型の相手には無類の強さを誇り、またガイルの戦術の一つである「待ちガイル」に対して優位を主張できる数少ないキャラクターだった。逆にブランカや春麗などスピードで攻め込んでくる相手には多少の苦戦を強いられる。
『ストII』では当初その特異さ・遅さばかりが注目されたが、使い込むプレイヤーが増えるにつれてガイルと並ぶ最強キャラクターの一角として君臨するまでになった。1992年度の国技館での公式大会優勝者もダルシムを使用していた。
『ダッシュ』以降では徐々に弱体化が進むものの、シリーズを通して戦い方そのものは変化していない。
『ストIV』では投げ技の性能が低めに設定されているものの、全体的な性能は過去作品のものを踏襲しており、相手を近づけずに遠距離攻撃で封殺する戦法と「ヨガテレポート」による奇襲戦法が基本である。キャラクター性能としては体力値・気絶耐久値が低く、一発の攻撃力も高い方ではないため、対戦では他のキャラクターに後れを取ることも多かったが、2008年11月と2009年1月に開催された2つの公式大会では、両大会ともダルシムを使用したプレイヤーが優勝を飾った。
『ウルトラストリートファイターIV』（以下『ウルIV』と表記）オメガエディションでは前方ダッシュのモーションが変更され移動速度が速くなったほか、飛び道具を避けながら前進できる「ヨガスイープ」、ある程度離れた相手を引き寄せる「ヨガブリング」など、接近戦でも充分な強さを誇るようになった。

## 技の解説

### 通常技
作品によって若干差異はあるが、ここでは『ストII』シリーズでの技名称を掲載。なお、『スパIIX』および『ハイパー』でのSUPERX仕様は相手の距離とは無関係でレバー後ろ入れで常に近距離技となり、それ以外で遠距離技へと変化する。
| 操作     | 立ち（近距離）         | 立ち（遠距離）       | しゃがみ（近距離）                  | しゃがみ（遠距離）   | 垂直ジャンプ                                            | 斜めジャンプ                                          |
| -------- | ---------------------- | -------------------- | ----------------------------------- | -------------------- | ------------------------------------------------------- | ----------------------------------------------------- |
| 弱パンチ | 手刀チョップ           | 手刀水平チョップ     | ジャブ                              | しゃがみズームパンチ | ジャンプズームパンチ / ジャンプズームアンダーパンチ(※2) | ジャンプズームパンチ                                  |
| 中パンチ | 手刀アッパー           | ズームパンチ         | ジャブ                              | しゃがみズームパンチ | ジャンプズームパンチ                                    | ジャンプズームパンチ / ジャンプズームサイドパンチ(※2) |
| 強パンチ | ダブルヘッドバット     | ダブルズームパンチ   | しゃがみズームパンチ / ジャブ(※2)   | しゃがみズームパンチ | ジャンプズームパンチ                                    | ジャンプズームパンチ                                  |
| 弱キック | キック                 | ズームハイキック(※3) | スライディング / ヨガキック(※1)     | スライディング       | ジャンプズーム前蹴り                                    | ジャンプズーム前蹴り                                  |
| 中キック | 合掌キック             | ズームハイキック(※3) | スラストキック                      | スライディング       | ジャンプズーム前蹴り                                    | ジャンプズーム前蹴り                                  |
| 強キック | ジャンピングニーキック | ズームハイキック(※3) | スライディング / スラストキック(※2) | スライディング       | ジャンプズームハイキック                                | ジャンプズームハイキック                              |

※1　初代『ストII』、『スパIIX』および『ハイパー』でのNORMAL、SUPERX仕様のみ。
※2　『スパIIX』および『ハイパー』でのSUPERX仕様のみ。
※3　弱・中・強とも技名は同じであるが、技モーション・動作は弱・中・強とも全て異なる。

### Vシステム
ヨガイマーラ
Vリバーサル。
ヨガバズーカ
Vシフトブレイク。

#### Vスキル
ヨガフロート [I]
一定時間、空中を浮遊する。浮遊中は左右に移動することができ、そこから攻撃が可能。
ヨガディープブレス [II]
深呼吸を行い、次に出す「ヨガファイア」を一度だけ強化する。効果は「ヨガファイア」を出すまで継続する。

#### Vトリガー
ヨガバーナー [I]
炎を地面に吹きかける。吹きかけ時に攻撃判定があり、また炎を吹きかけられた地面は暫く炎上し続け、そこに相手がいると体力を削る。
ヨガサンサーラ [II]
目の前に、その場に停滞する小さな炎の球を吹く。空中では涅槃仏に似た姿勢で炎の球を吹く。「ヨガフレイム」や「ヨガゲイル」を当てることで球は大きくなり、特定の方向へまっすぐ進む。

### 投げ技
ヨガスルー
掴んだ相手を背負い投げの要領で前方もしくは後方に投げ飛ばす。作品によっては非常に投げ間合いが広く、かつ遠くへ投げ飛ばすため有利な条件で闘えるようになるが、作品によっては遠くへ投げ飛ばさずにその場に叩き付ける場合もある。
ヨガスマッシュ
片腕で相手を掴み、頭部を連続で殴りつける。作品によって相手に振りほどかれるまで攻撃が持続するものと、規定数殴ったら技が終了するものがある。
『ストII』では振りほどかれるかKOするまで連続で頭部を殴り付ける。『ストIV』では攻撃回数が固定されており必ず2回、オメガエディションでは3回殴った時点でその場に殴り倒すようになっている。『ストII』が稼動して間もない頃、この技を利用したハメ技が流行した時期があり、『ダッシュ』以降は性能が調整されている。また『ダッシュ』以降は殴り付ける毎に「ヨガ、ヨガ」と掛け声を出すようになった。なお『ハイパーストリートファイターII』（以下『ハイパー』）でのノーマル仕様は初代『ストII』同様終始無言である。
『MVC2』ではコマンド投げに変更され、必殺技扱いとなっている。
ヨガトリップ
『ZERO3』で追加された空中投げ。空中の相手を捕らえて「ヨガスルー」のように投げ飛ばす。
ヨガロケット
『ストV』で使用する前方投げ。相手の頭を両腕で掴み、腕をねじりながら距離を取り、伸ばした腕の反動で「ドリル頭突き」を放つ。
ヨガフープ
『ストV』で使用する後方投げ。相手の腕を掴むとダルシム自身が自分の腕を体に巻きつけ、戻る勢いで相手を回転させ投げ飛ばす。
大キック投げ / キック投げ
マーヴルVS.シリーズで使うキックボタン投げ。立ち状態としゃがみ状態の2種類が存在し、前者は相手を掴み自身の腹を当てて突き飛ばし、後者は相手を掴み自身の尻を当てて突き飛ばす。
空中投げ
マーヴルVS.シリーズで使う空中投げ。内容としては上記の（大）キック投げ（立ち状態）と同じモーションで相手を掴み自身の腹を当てて突き飛ばす。ただしこちらは中または強のパンチボタンでの発動となっている。

### 特殊技
ドリルキック
錐揉み状に回転しながら繰り出す蹴り技で、斜め下に降下する。主に落下の軌道やタイミングを変えての奇襲に用いる。『ストII』ではジャンプの頂点付近でしか出せなかったが、『ダッシュ』以降は一定の高度以上であれば任意のタイミングで出すことが可能になった。『ターボ』では、どの高度からでも出せるようになり、立ちガードをしている相手の足元を狙えばヒットするなど自由度が高くなった。『IIX』以降はキックボタンの弱・中・強で降下角度が変化する。
ドリル頭突き
錐揉み回転しながら頭突きで攻撃する。「ドリルキック」より降下角度がゆるやかで遠くの相手を攻撃できる。『ストII』から『ダッシュ』の際の仕様変更は「ドリルキック」と同様。『ターボ』では、調節範囲が広くなり、間合いを詰める時の移動手段としても役立つようになった。
ヨガショック / ヨガチョップ
手刀を振り下ろす中段技。威力が極端に低く、モーションも独特。
『ストリートファイターEX』（以後『EX』）シリーズではガードブレイクまたはハードアタック技であり、こちらは手が巨大化する。
『ウルIV』オメガエディションでは技名が「ヨガチョップ」になっている。
浮遊
マーヴルVS.シリーズで使用。一定時間空中を飛べる。
『EX』シリーズでは空中浮遊という技名で挑発技として実装している。
『ストV』では「ヨガフロート」という名前で使用。
ヨガエスケイプ
『ストZERO』シリーズでの技。ヨガテレポートを発動して真下にワープしてから体勢を立て直す。攻撃をくらって吹き飛んでいる状態時のみ発動可能。
ムーブキック
『SVC CHAOS』のみでの特殊技。フロントステップ中に足を伸ばして蹴る。なお技中は蹴る方の脚ではなく、軸脚の方を伸ばしている。
ヨガタワー
『ストIV』シリーズでの技。足を伸ばしながら片足立ちになり、上方向へ逃れる回避技。ボタンを離さず押し続けることで動作時間の延長が可能。
上半身に関しては無防備だが、動作中は下半身や足元への攻撃なら打撃や飛び道具問わず避けることができる。
ヨガスイープ
『ウルIV』オメガエディションで使用する。前方ダッシュのモーションでの移動技で、飛び道具を潜り抜けることができる。
ヨガアンビル
『ストV』で使用する特殊技。斜め上に向けて両腕を伸ばす対空攻撃。
ヨガアッパー
『ストV』で使用する特殊技。伸ばさずに片手を上に振り上げる。弱攻撃以外が全て手足を伸ばす攻撃のため、連続技で使いやすい。
合掌キック
『ストV』で使用する特殊技。合掌しながら伸ばさずに前方に蹴りを放つ。ヨガアッパー同様、連続技に繋ぎやすい。
スラストキック
『ストV』で使用する特殊技。足払いを繰り出す。

### 必殺技
ヨガファイヤー / ヨガファイア
口から小さな火の玉を吐き、前方に飛ばす飛び道具。
コマンド型の飛び道具としては前後の隙は少ない部類に入るが、作品によっては飛距離に制限が設けられており、相手に届く前に消えてしまうものもある。単発の攻撃力は高くなく、基本的に攻撃よりも牽制に使われる。
『ストリートファイターII' TURBO』（以後『ターボ』と表記）まではヒットすると必ず相手を燃焼ダウンさせていたが、『スーパーストリートファイターII』（以後『スーパー』と表記）以降はボタンの強弱や間合いによって性能が変化するようになった。
初代『ストII』および『ハイパー』でのNORMAL仕様に限り弾の攻撃判定が上にあるため、リュウやケンの「竜巻旋風脚」および豪鬼の「竜巻斬空脚」に抜けられることなく当たる仕様となっている。
またマーヴルVS.シリーズでは空中でも出せる。
『ストV』では斜め上に、弧を描くように炎の球を飛ばす。炎の球が飛ぶ高さは画面上端までで全体的に飛距離が長い。EX版は真正面に向かって低速の炎の球を放つ。Vスキル[II]の「ヨガディープブレス」使用後は硬直が短くなる他、地面に着弾すると一度だけバウンドをしながら飛んで行く。
ヨガフレイム
口から大きな炎を吹き出し、一定時間目の前に放射する。
「ヨガファイヤー」よりも射程は短いが、威力と攻撃範囲の広さに優れる。『ダッシュ』以降は『ストII』の時より与えるダメージ量が多くなった。弱を当てた時より強を当てた時の方が攻撃力が高く、相手が燃焼している時間が長い。
レバーを後方から下を通り前方まで半回転させる操作は、この技にちなんで「ヨガフレイムコマンド」「ヨガ」として今でも格闘ゲーム用語として残っている。前方から後方に半回転させる場合は「逆ヨガ」。『ストリートファイターZERO』シリーズ以降の「ヨガフレイム」は「逆ヨガ」コマンドになっているが、用語としての「ヨガ」の指すものは変わらない。
ヨガブラスト
『IIX』からの技。「ヨガフレイム」と同様の炎を上空に向けて放射する対空技。
上方向への攻撃範囲が広いが低い位置に判定がないため、地上の相手にはごく一部の背が高いキャラクターにしか当たらない。
「ヨガフレイム」の開発中名称でもあり、『ストII』のインストラクションカードには誤ってそのまま「ヨガブラスト」と記載されている。
ヨガレジェンド
『ウルIV』オメガエディションで使用する「ヨガフレイム」のEX版。手刀を振り上げヨガブラストでさらに相手を浮かせ、空中にテレポートし、蹴り・蹴り・パンチの連撃を繰り出す。
ヨガゲイル
『ストV』からの技。「ヨガフレイム」と同様の炎を空中から前方地上に向けて放射する。後方ジャンプ中は使用できない。
ヨガテレポート
『ターボ』からの技。画面中の別の場所に瞬間移動する技で、入力時のコマンドにより出現位置の方向を、組み合わせるボタンで相手との距離を任意に変えることが可能。3つのボタンを同時押しすることでも使用が可能。この時は、ボタンの組み合わせで移動パターンを決めることになる。相手を翻弄することができるが、一旦消えてから出現した際に若干隙がある。モーションは初出の『ターボ』および『スーパー』や『ハイパー』のTURBO仕様およびSUPER仕様では勝利ポーズ（左脚を手前に胡坐を組み、両手を合掌したポーズ）の流用であったが、『IIX』および『ハイパー』のSUPER X仕様では新規グラフィック（右脚を手前に胡坐を組み、両手を膝の上に添えたポーズ）となっている。
『ZERO2』以降は空中でも使用可能になった。また、相手との位置関係などを利用して眼前にテレポートし、通常ならありえないコンボを成立させるテクニックが存在する。
EXヨガテレポート
『ウルIV』オメガエディションで使用するヨガテレポートのEX版。地上でのみ発動できて、相手の前方空中か背後空中にテレポートする。
ヨガキャッチ
『EX』シリーズのみの技。『EX2』以降で実装。巨大化した腕を伸ばして遠距離の相手を掴み、後方に投げ捨てる技。
ヨガコンタクト
ヨガキャッチ後にキックボタンを押しっぱなしにすることで、相手を投げずに掴んだままダルシムの方から急接近する。この技自体のダメージはないが、ガードを崩した状態で密着することになるため連続技を狙える。
ヨガフェイク
本技に見せかけたフェイント技で、腕を一瞬だけ大きくしてすぐ戻す技。
ヨガブリング
『ウルIV』オメガエディションで実装。両腕を前方に回すようにして相手を引き寄せる。EX版は最後に膝蹴りで相手を吹き飛ばし、特定の必殺技で追撃ができる。

### スーパーコンボ
ヨガインフェルノ
強化版「ヨガフレイム」。口から強力な炎を噴射し、前方広範囲を攻撃する。インフェルノ（Inferno）は「地獄」を意味する。
『IIX』『SVC CHAOS』『ストIV』『ストクロ』では5回ヒットする強力な「ヨガフレイム」を放つ。
『ZERO2』で登場した際は強化版「ヨガファイア」に性能が変更され、炎を上下に激しく吹き散らし相手を巻き込んで多段ヒットする技に成った。また『VS.マーヴル』シリーズでは吹く炎が巨大になり、レバーで炎を吹く方向を制御可能。
『マーヴル・スーパーヒーローズ VS. ストリートファイター』以降は空中でも出せる。
『EX』シリーズでも使用するが、『EX2 PLUS』および『EX3』ではメテオコンボに変更された。
『CAPCOM VS. SNK』シリーズでは使用せず。
ヨガテンペスト
『ZERO2 ALPHA』で登場した『IIX』の「ヨガインフェルノ」に相当する技。『ZERO3』ではX-ISM専用。
ヨガストライク
『ZERO2』からの技。空中の相手を足で掴み、プロレス技のフランケンシュタイナーのような体勢で地面に1回から3回叩き付ける。
『VS.』シリーズでは掴んだ後、宙返りを何回もしながら高く飛び上がって1回叩きつける。
『ストクロ』ではクロスアーツの攻撃で本技が使われている。
ヨガストリーム
『ZERO3』からの技。地面を這うような炎を吐く。有効範囲は「ヨガインフェルノ」より広く、上段ガード不能。
『ストV』ではVトリガー「ヨガバーナー」として本技を使用する。
ヨガレジェンド
『EX』シリーズで使用している技で、『SVC CHAOS』ではEXCEEDとして使用する。スライディング（『SVC CHAOS』では手刀によるアッパー）で相手を浮かし、「ヨガテレポート」で空中の相手を追いかけて追撃する。
ヨガボルケイノ
『CAPCOM VS. SNK』シリーズおよび『ストクロ』で使用。「ヨガブラスト」の強化版で、上方向へ連続ヒットする炎を吐く。ボルケイノ（volcano）は火山を意味する。
ヨガドリルキック
『EX』シリーズで使用している技。特殊技「ドリルキック」の強化版を放つ。
『SVC CHAOS』では「ヨガドリルアタック」として使用しており、その場合、弱は「ドリル頭突き」の、強は「ドリルキック」の強化版を放つ。

### ウルトラコンボ
UC1 - ヨガカタストロフィー
『ストIV』にて使用するウルトラコンボで、『スーパーストリートファイターIV』のウルトラコンボ・I。体を大きく反らした後、前方に向かって大きな火球を吐き出す飛び道具。この炎は相手に触れると多段ヒットしてダメージを与えるほか弾速が非常に遅いのが特徴で、長時間画面内に留まり続けてから一定時間後に自然消滅する。
一般的な飛び道具系の技と異なり、発射後ダルシムはすぐに動けるようになるため「ヨガカタストロフィー」とダルシム本体で相手に同時攻撃を仕掛けることが可能。技の威力そのものは高い方ではないが、応用次第で様々な使い方ができるテクニカルな技であるといえる。
カタストロフィー（catastrophe）とは、「大変動」や「破滅」「終局」の意。
UC2 - ヨガシャングリラ
『スーパーストリートファイターIV』にて使用するウルトラコンボ・II。空中から地上の相手に対して仕掛けられる変則的な投げ技。相手を捕らえるのに成功すると腕を伸ばして勢いをつけながら何度も頭突きを繰り返し、最後に腕をねじって強烈な「ドリル頭突き」を見舞う。
投げ技のため相手はガードすることができず、技の威力も「ヨガカタストロフィー」よりも上だが地上では発動できないため、発動するには必ず自身が空中に飛ぶ必要がある。また、相手が空中にいる場合はつかむことができない。
シャングリラ（Shangrila）とは、「理想郷」の意。

### クリティカルアーツ
ヨガサンバースト
「ヨガファイア」および「ヨガカタストロフィー」の強化版。空中へ弧を描くように巨大な「ヨガファイア」を放つ。
空中でも使用可能で溜めることができる。弱中強のボタンによって球の飛距離を変えることも可能。

## 他のメディアのダルシム

### アニメ映画
1994年のアニメ映画『ストリートファイターII MOVIE』ではインドでの賭け試合でエドモンド本田と対戦する。金縛りの術で本田を追い詰めるが、背後から強い闘気（観戦していたリュウのもの）を感じ取った隙に反撃されて形勢が逆転。止めを刺される前にギブアップした。

### 実写映画
ハリウッド映画『ストリートファイター』では、ヨガや格闘とは関係ない科学者として登場。無理矢理バイソン将軍（ゲームでのベガ）に協力させられ、人間兵器の研究を進めつつカルロス・ブランカ中尉（愛称チャーリー）を洗脳・改造した。バイソン軍基地の崩壊時、バイソン兵に突き飛ばされた際に浴びた突然変異誘発剤のためにゲーム中と似た姿になる。自らの死をもって罪を償うと、救助に来たガイルとの脱出を拒み、自我を取り戻したブランカや基地と命運を共にした。
実写映画を基にした格闘ゲーム2作品では操作キャラクターとしては登場しないが、『ストリートファイター リアルバトル オン フィルム』のブランカステージの背景などで登場している。

### テレビアニメ
1995年のテレビアニメ『ストリートファイターII V』では、インド・カルカッタ近郊の村アヒチャトラの僧侶として登場。リュウとケンは波動を教えてもらうためにダルシムの元を訪れる。人を傷つける格闘家を良く思っておらず、最初は2人を「獣」と呼び、全く相手にしなかった。

### 漫画
- 神崎将臣が連載していた『ストリートファイターII-RYU』では、予選トーナメントでのリュウの対戦相手として登場。伸びる手足やヨガファイヤーで圧倒するが、切り札の昇龍拳を受け敗れる。
- 中平正彦が連載していた『スーパーストリートファイターII キャミィ外伝』では、短期間だがキャミィの対戦相手として登場する。キャミィ自身の悩みに対して「悟れ」と言い、テレポートで試合放棄する。この言葉がキャミィの後のバトルに影響を与えることとなる。
- 橋口隆志（現・橋口たかし）が連載していた『ストII爆笑!!4コマギャグ外伝』では、その特異な能力から様々なギャグのネタに使われ、登場回数は主人公であるリュウを凌いでいる。また妻と息子から自身のヨガをくだらないこと（家の柱や熱気球、風呂沸かしなど）に利用されるので悩まされていた。また、『週刊少年サンデー』で連載された橋口の漫画『焼きたて!!ジャぱん』では、登場人物の河内恭介がダルシムに変身。著作権を気にしたコメントがつけられていた（翌週号の最終回では「協力：カプコン」の文字を出していた）。
- ゲーム発売直後のブームの頃に無数に出版されていた無版権の日本国外版コミックでは、ほぼ悪役として登場している。

## その他

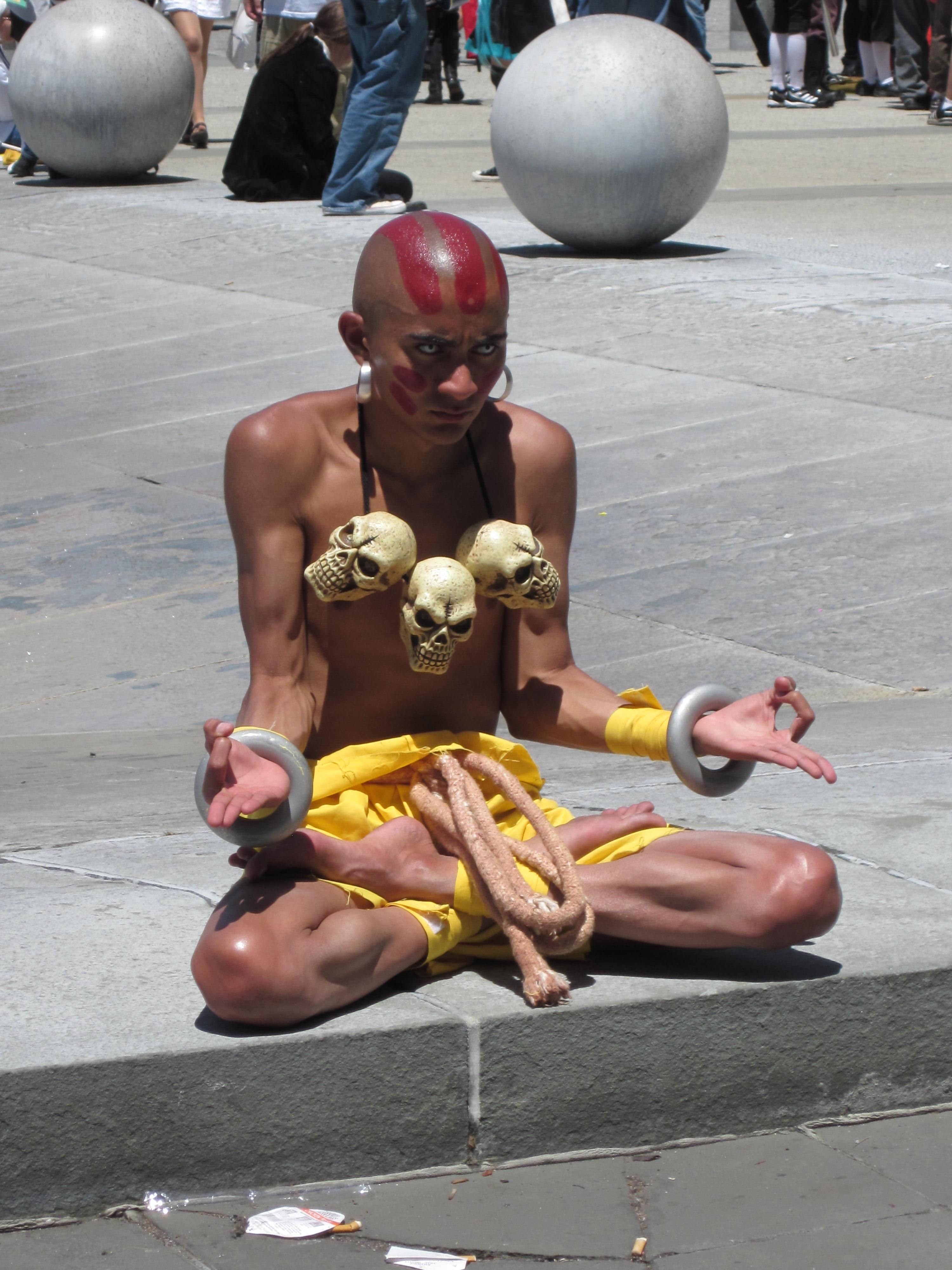
コスプレをするファン

- 初期作品ではダルシムはヨーガのことを「ヨガ」と呼んていたが、ヨーガが見直されブームになったのに合わせ、技名はそのままにダルシムの台詞も「ヨーガ」と表記されるようになった。
- 初代『ストII』では「ヨガリセット」と言われるバグ技があった。「ヨガファイアー」または「ヨガフレイム」のレバーコマンドを入れて強キックと強パンチをほぼ同時に押す（強キックにわずかに遅れて強パンチを押す）。これに成功すると電源が切れる。ガイルのバグ技「真空投げ」に対して事実上相打ちを取れる技として知られている。
- 『ダッシュ』の開発中、急遽四天王（サガットやバルログなど）を使用キャラクターとして追加することが決定されたために、ほとんど不眠不休で作業を続けていたスタッフの前で、バグにより突如「足から火を出す」という奇態を演じ、スタッフたちの睡眠時間をさらに削った。
- 『ZERO2』において、ダルシムの顔だけ替えた「鮫島さん」という隠しキャラクターが作られる予定だったが没になっている[19]。
- フジテレビ721のCS番組『ゲームセンターCX』では有野晋哉がスーパーファミコン版『ストII』を攻略する際、このダルシムをお気に入りとして使用。「たまに行くならこんなゲームセンター」のコーナーや「アメリカ出張」での『スーパーストリートファイターIV アーケードエディション』のプレイでもダルシムを使用しており、「もったいないカラー」のコーナーでプレイしたゲームボーイ版『ストII』ではダルシムが登場していないことを嘆いている。
- 『第34回新春かくし芸大会』（1997年1月1日放送）の「STREET FIGHTER〜炎の戦い〜」（紅組演目）ではそのまんま東が「そのまんまダルシム」として演じ、アニマルソドム（アニマル浜口）と戦っていた。
- ダルシムステージの背景には象がいることが多い（『ストII』シリーズでは勝負が決まると手前の象の鼻が動く）。『ストII』シリーズでのダルシムのコンティニュー時のセリフは、『ターボ』までは象の鳴き声になっていた。『スーパー』以降は「ヨガ」になり、『ハイパー』で『ターボ』以前のダルシムを選んでも「ヨガ」になる。
- 「カレー好き」というキャラクター設定から、2012年カレー専門飲食店『coco壱』とコラボレーション企画を行った[20]。日本を訪れたダルシムはあるとき立ち寄ったカレー屋『coco壱』のカレーに感動し、バイトを始める。キッチンにホールに宅配にと、ヨーガの技を振るうのだった[21]。また、キャンペーン企画中にスピードくじを引いて当たりが出ると、ダルシムのイラストがデザインされた特製スプーンも景品として配られた。

## 主な登場作品
- ストリートファイターIIシリーズ
- ストリートファイターZEROシリーズ（『ZERO2』以降）
- ストリートファイターIVシリーズ
- ストリートファイターV
- ストリートファイター6
- ストリートファイターEXシリーズ（『plus α』以降）
- VS.シリーズ
  - X-MEN VS. STREET FIGHTER
  - マーヴル・スーパーヒーローズ VS. ストリートファイター
  - MARVEL VS. CAPCOM 2 NEW AGE OF HEROES
  - カプコン バーサス エス・エヌ・ケイ ミレニアムファイト 2000
  - CAPCOM VS. SNK 2 MILLIONAIRE FIGHTING 2001
  - SNK VS. CAPCOM 激突カードファイターズ全作品（トレーディングカードゲーム版も含む）
  - SNK VS. CAPCOM SVC CHAOS
- ストリートファイター X 鉄拳
- Street Fighter X Mega Man

## 担当声優
格闘ゲームでの担当声優
- 山田義晴（『ストリートファイターZERO』シリーズ他）
- や乃えいじ（『SNK VS. CAPCOM SVC CHAOS』）
- 江川大輔（『ストリートファイターIV』以降の関連作品全般）

その他の関連作品での担当声優
- 飯塚昭三（テレビアニメ『ストリートファイターII V』）
- 納谷六朗（実写映画『ストリートファイター』日本語吹き替え・テレビ版）
- 小島敏彦（実写映画『ストリートファイター』日本語吹き替え・ソフト版）
- 龍田直樹（ドラマCD『ストリートファイターII-魔人の肖像-』）
- 岸野幸正（アニメ映画『ストリートファイターII MOVIE』）